# Big Man (serie televisiva 1988)
Big Man è una serie televisiva del 1988 e trasmessa su Canale 5, composta da sei episodi della durata di un'ora e mezza ciascuno.

## Trama
Il protagonista della serie è Jack Clementi (impersonato da Bud Spencer), detective assicurativo dei Lloyd's di Londra, chiamato da tutti "professore". Quando non è al lavoro vive in un albergo di Cap d'Antibes, in Costa Azzurra, gestito da madame Fernande (interpretata da Mylène Demongeot). In tutti gli episodi è affiancato da Simon Lecoq (Denis Karvil), suo tassista e collaboratore personale.

## Produzione
Le serie è stata girata in Stati diversi: Francia, Italia e Germania (molti luoghi diversi ogni episodio).

## Episodi
La serie è composta da sei episodi della durata di circa 90 minuti, trasmessi in prima visione dal 25 novembre al 30 dicembre 1988 su Canale 5.
| nº | Titolo                | Prima TV Italia  |
| -- | --------------------- | ---------------- |
| 1  | Polizza droga         | 25 novembre 1988 |
| 2  | La fanciulla che ride | 2 dicembre 1988  |
| 3  | Diva                  | 9 dicembre 1988  |
| 4  | Boomerang             | 16 dicembre 1988 |
| 5  | 395 dollari l'oncia   | 23 dicembre 1988 |
| 6  | Polizza inferno       | 30 dicembre 1988 |